# Turris Babel
Turris Babel (in italiano La Torre di Babele) è un libro scritto da Athanasius Kircher, pubblicato in prima edizione nel 1679. Opera di grande erudizione, insieme con il precedente lavoro Arca Noë (di cui è per molti versi una prosecuzione) rappresenta il tentativo del gesuita di coniugare il racconto biblico della Genesi con quelle che all'epoca erano le più recenti teorie antropologiche, storiche, geografiche e filologiche. Cuore del libro è ovviamente il resoconto della costruzione della Torre di Babele, della sua distruzione e della conseguente confusio linguarum, dalla quale secondo Kircher si generarono tutte le moderne famiglie linguistiche, all'analisi delle quali è dedicata l'intera terza sezione dell'opera. Non mancano tuttavia ampie digressioni di ambito architettonico (con la descrizione dei più celebri monumenti dell'antichità), il resoconto delle gesta dei figli e nipoti di Noè e di altri personaggi biblici, e numerose considerazioni di stampo religioso ed etnologico.

## Pubblicazione
La prima edizione è stata stampata nel 1679 ad Amsterdam (Astelodami), presso l'editore Johannes van Waesbergen (ex Officina Janssonio Waesbergiana). Kircher deve aver iniziato a lavorare al libro diversi anni prima della effettiva messa in stampa: alcune delle tavole illustrate che accompagnano l'opera riportano infatti la data del 1670.

## Struttura dell'opera

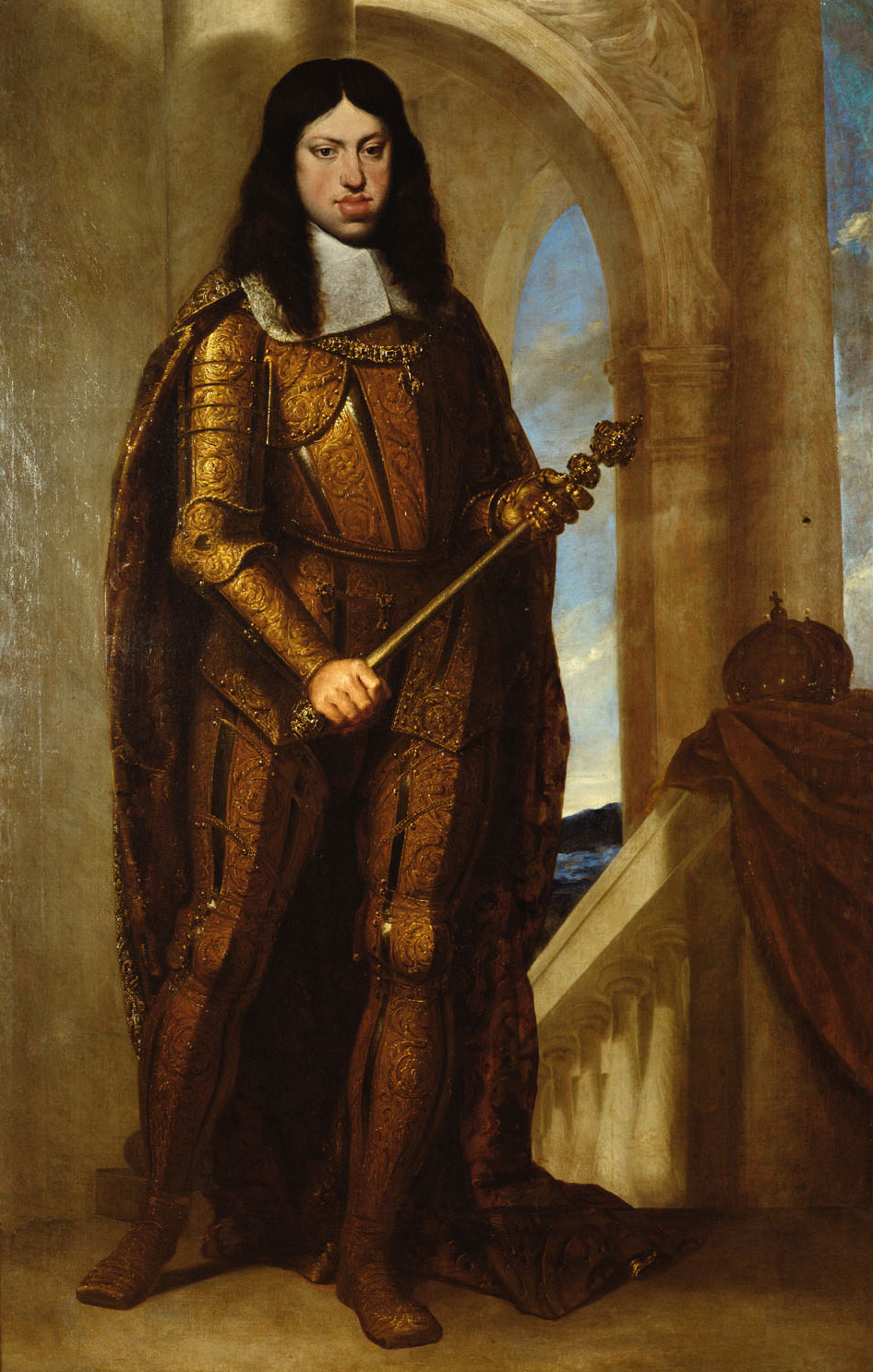
Leopoldo I, destinatario e mecenate dell'opera.
Ritratto di Guido Cagnacci, (1657/1658).

Il titolo completo del libro è Turris Babel, sive Archontologia, qua primo priscorum post diluvium hominum vita, mores rerumque gestarum magnitudo, secundo Turris fabrica civitatumque exstructio, confusio linguarum, et inde gentium transmigrationis, cum principalium inde enatorum idiomatum historia, multiplici eruditione describuntur et explicantur ("La Torre di Babele, ovvero Archontologia, nella quale con molteplice dottrina si descrivono ed espongono, in primo luogo, la vita, le abitudini e la grandezza delle opere dei primi uomini dopo il diluvio, in secondo luogo, la costruzione della Torre e l'edificazione delle città, la confusione delle lingue, e successivamente la storia della migrazione dei popoli, e delle principali lingue conseguentemente generatesi").
Il libro, che si apre con una dedica a Leopoldo I d'Asburgo (Imperator semper Augustus, definito altresì Justus, Pius, Felix e, nel titolo dell'opera, Mecoenatis) è articolato in tre libri, a loro volta divisi in sezioni (eccetto il primo) e in capitoli. La struttura completa dell'indice, facendo riferimento alla prima edizione del 1679, è la seguente:
- Imprimatur
- Dedicatio
- Index capitum operis
- Liber primus (IX capitoli)
- Liber secundus
  - Sectio I (IV capitoli)
  - Sectio II (VII capitoli)
  - Sectio III (XVII capitoli)
- Liber tertius
  - Praelusio
  - Sectio I (X capitoli)
  - Sectio II (IX capitoli più una prefazione)
  - Sectio III (VIII capitoli[7])
- Conclusio
- Index rerum

## Contenuto

### Liber I
Il primo libro è dedicato al resoconto delle gesta dei primi uomini scampati al diluvio, iniziando dalla loro discesa dall'Arca al seguito di Noè e conseguente permanenza nelle "regioni pianeggianti" (in submontanam regionis planitiem) sottostanti al monte Ararat (cap. I-III; nel II vengono descritte le arti che Noè insegnò ai suoi figli e nipoti). Il cap. IV è dedicato alla moltiplicazione del genere umano dopo il diluvio: Kircher calcola come nei 120 anni dall'uscita dall'Arca alla costruzione della Torre si giunga, dalla cifra iniziale di tre (i figli di Noè), a un totale di 23'328'000'000 di persone (è stato tuttavia notato da autori successivi come il calcolo del gesuita sia errato, e seguendo i suoi stessi ragionamenti si giunga in realtà alla cifra di 233'280'000). Segue il resoconto della vita di questi uomini nelle regioni submontane dell'Ararat (cap. V), con particolare enfasi indagatoria sulla lingua da loro parlata, su cui il gesuita tornerà più avanti, e della migrazione dei popoli in terram Sennaar (la Mesopotamia, cap. VI) che viene descritta ampiamente (cap. VII). Si giunge infine al racconto della nascita e vita di Nimrod, "Turris Architectus" (cap. VIII; nel testo originale latino chiamato Nembrod o talvolta Nembrodus). Il cap. IX è dedicato all'analisi dei simbolismi dietro la costruzione della Torre.

### Liber II
Il secondo libro, diviso in tre sezioni, prosegue la narrazione del precedente con il racconto della costruzione della Torre di Babele.

#### Sectio I

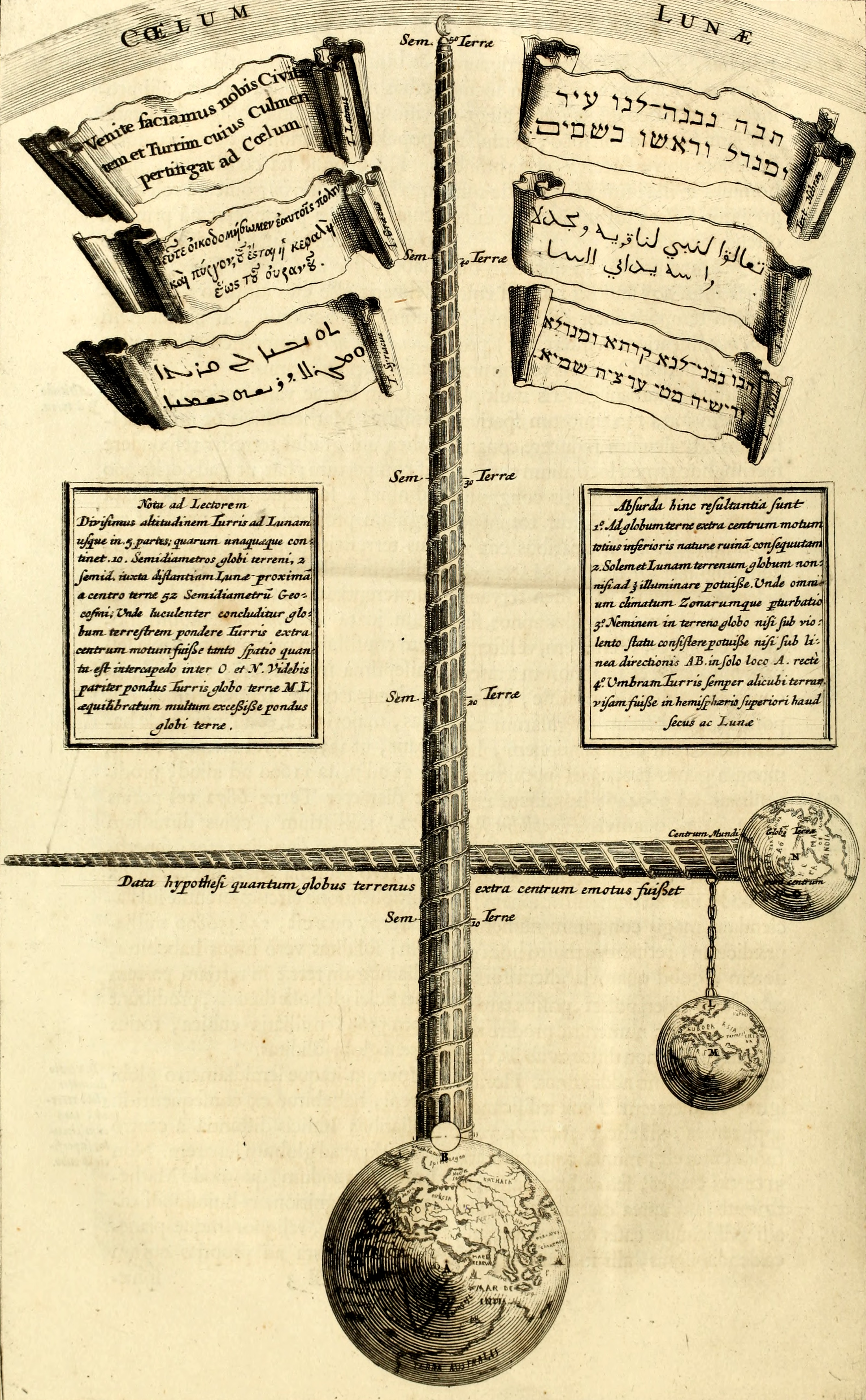
Illustrazione tratta dal libro che dimostra l'impossibilità di erigere la Torre fino al "Cielo della Luna" (Coelum Lunae).

Dopo un excursus sulla vita degli abitanti di Sennaar nel I capitolo, nel II viene riportato un discorso fatto da Nimrod per esortare i suoi all'impresa (contro i più prudenti consigli di Noè) e si passa nel III ad analizzare le dimensioni che la colossale Torre avrebbe dovuto avere per giungere fino alla Luna: la distanza dalla terra all'astro notturno viene stimata in 178'672 miglia (habebis 178672 milliarium Lunæ ad Terram distantiam inventam) e per elevarsi ad una tale altezza, date le leggi geometriche delle sezioni coniche, Kircher conclude che una torre a base circolare avrebbe richiesto una volume di 2'977'850 miglia cubiche. Da tali calcoli si sviluppa nello stesso capitolo la celebre dimostrazione dell'impossibilità di una simile costruzione (nelle parole di Kircher, Demonstratio de Turris ad Lunæ Cœlum exaltandæ, ἀδυναμία, sive impossibilitate), articolata in quattro punti: 1) impossibilità a completare una simile opera, nemmeno se vi avessero lavorato milioni di uomini per migliaia di anni. 2) impossibilità a reperire i materiali, che avrebbero ecceduto l'intero contenuto in legname, pietra e argilla dell'intera terra. 3) impossibilità nel trasportare tali materiali fino al vertice dell'opera in costruzione, anche mettendo al lavoro dei cavalli da tiro per oltre 800 anni. 4) infine, Kircher argomenta come un edificio di una simile mole avrebbe superato molteplici volte il peso della terra stessa, causandone uno spostamento del centro di gravità, risultante nello spostamento della terra stessa dal suo posto "al centro dell'universo" e causando colossali devastazioni (ergo totus terrenus globus extra centrum universi, cum ruina totius Mundi extitisset). Se ne conclude pertanto che l'intera impresa fosse vana e stolta, giustamente punita da Dio con la sua distruzione e cn la confusione delle lingue. Il capitolo IV infine discute la forma e l'architettura della torre, e se ne conclude che dovesse essere a pianta circolare.

#### Sectio II
La seconda sezione del libro II illustra i favolosi edifici costruiti, secondo la tradizione giudeo-cristiana, dal re Assiro Nino, da sua moglie Semiramide e dai loro discendenti. Dopo il resoconto della vita dello stesso Nino nel cap. I si passa a descrivere la costruzione della città di Ninive ad opera di questi (cap. II). Segue una descrizione di Babilonia: da una torre costruita da Nino e Semiramide al centro della città stessa, "circa cento anni dopo la distruzione della torre di Nimrod" (cap. III) alle altre meraviglie della città edificate da Semiramide (cap. IV): in particolare il ponte sull'Eufrate e i due palazzi regi (cap. V) e i celeberrimi giardini pensili (cap. VI). Il cap. VII sposta il focus in Egitto, i cui prodigi architettonici saranno descritti nella sezione successiva.

#### Sectio III
La prima parte terza sezione è dedicata all'Egitto e alle sue meraviglie, attribuite da Kircher alla progenie di Chus (un discendente di Noè di cui parla principalmente Flavio Giuseppe). Vengono quindi descritti gli obelischi e le piramidi (cap. I), il tempio monolitico (cap. II; chiamato da Kircher Delubrum ex unico lapide constructum e descritto già da Erodoto nel II delle Storie), i favolosi labirinti (cap. III-IV; anch'essi già descritti da Erodoto e da altri geografi greci, i più citati dei quali in questa sezione sono Diodoro Siculo e Strabone). Nel cap. V si discute l'epoca in cui tali meraviglie furono edificate, e si conclude che dovesse essere il tempo in cui visse Ermete Trismegisto. I cap. VI, VII e VIII prosegue la descrizione dei labirinti, includendo anche quello di Creta ed altri costruiti in altri luoghi del mondo.
Il cap. IX allarga il discorso ai colossali monumenti della Grecia Antica, secondo Kircher "edificati ad imitazione di quelli egiziani" (ad imitationem Ægyptiorum (...) moliti): il Tempio di Diana ad Efeso, il Mausoleo di Artemisia Caria, ed il Colosso di Rodi.

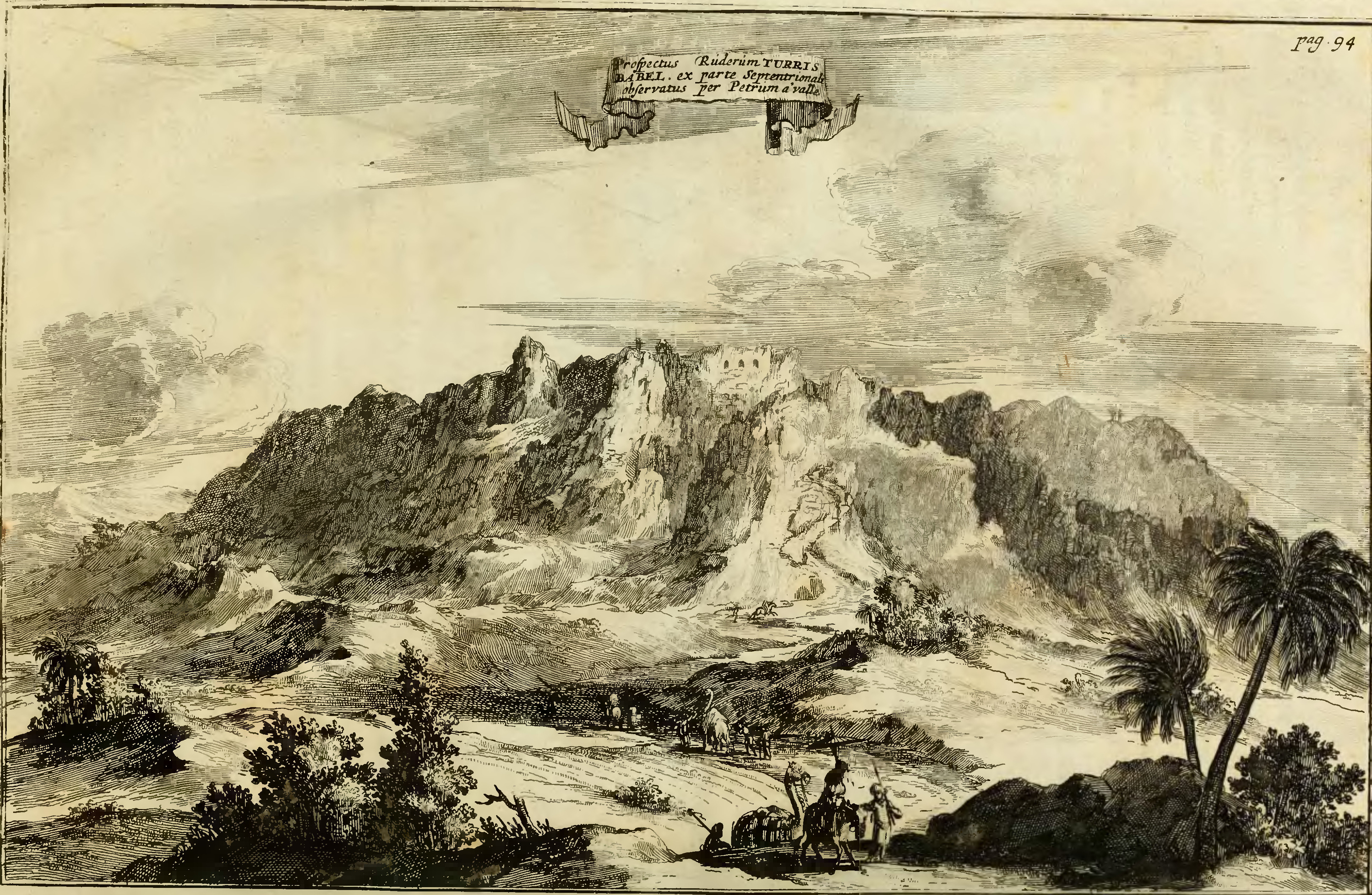
I ruderi della Torre di Babele, in una illustrazione del libro ricostruita a partire dai racconti di Pietro della Valle.

I due capitoli successivi illustrano invece i ruderi e le rovine rimaste della Torre (cap. X) e in generali delle antiche città bibliche (cap. XI), secondo i resoconti dei geografi contemporanei di Kircher (in entrambi viene ampiamente citato Pietro della Valle).
Il capitolo XII illustra la genealogia di Noè e dei suoi figli Cam, Sem e Japhet, e riprende infine il filo del racconto proseguendo con la divisione delle lingue a seguito del crollo della Torre, e la dispersione dei popoli dalla Mesopotamia nel resto del mondo. Riguardo alla nascita delle lingue dopo il disastro, dopo un'ampia discussione e l'avvertenza che sia difficile stimarne esattamente il numero, questo seguendo varie autorità viene posto a 72 (una delle quali è la lingua ebraica originaria, che secondo Kircher sopravvisse presso la discendenza di Eber). Il racconto prosegue con le gesta di Nimrod successive alla distruzione della Torre (cap. XIII; Nimrod viene designato come il "primo dei tiranni", ovvero il primo ad arrogarsi il potere assoluto sui suoi sudditi).
Il cap. XIV è invece dedicato a Chus (o Kus/Kush), progenitore degli Etiopi. Dato l'argomento, si indaga inoltre il motivo per cui tali popoli (ovvero gli abitanti dell'Africa subsahariana) abbiano la pelle di colore scuro: vengono presentate diverse ipotesi che Kircher giudica credibili, sebbene non l'autore non giunga ad una vera e definitiva conclusione. Fra tali ipotesi vi è quella che la nigredo della pelle sia dovuta al clima caldo e secco delle regioni tropicali (sebbene Kircher noti come non tutti gli abitanti di tali zone siano scuri allo stesso modo, ad es. Abissini e Congolesi, e come gli abitanti di luoghi caldi come la Spagna, Creta o la Sicilia abbiano la pelle bianca). Altre ipotesi sono che fosse Chus stesso ad essere di pelle nera, per sua caratteristica naturale o a causa di accidenti: a tal proposito si riferisce una storia tratta da Conrad Lycosthenes, secondo il quale una donna incinta, che durante la gravidanza era solita pensare intensamente al Magio Gaspare (tradizionalmente ritratto con la pelle nera) diede alla luce un figlio "somigliantissimo ad un Etiope", risultando quindi la pelle nera da una perturbazione dell'animo simile a quella che causa "quella macchia che gli Italiani chiamano 'la voglia'". L'ultima teoria proposta è che gli eredi di Chus, già caratterizzati da una pelle più o meno scura, abbiano deciso di vivere nelle regioni calde trovandole più congeniali proprio per via di questa loro caratteristica fisica. Chiude il capitolo una breve descrizione delle gesta dei figli di Chus
Il cap. XV prosegue a narrare le gesta e le atrocità di Nimrod, che Kircher peraltro ritiene da indentificarsi con la figura di Bel. Seguono poi le gesta degli altri discendenti di Noè, i figli di Sem Elam, progenitore degli Elamiti, ed Assur, progenitore degli Assiri (cap. XVI) ed infine Eber (cap. XVII), presso i cui discendenti, gli Ebrei, sopravvisse la lingua originaria precedente alla confusione.

### Liber III
Il terzo libro, diviso in tre sezioni, è interamente dedicato ad una analisi linguistica e filologica delle principali lingue umane, a partire dalla lingua primaeva parlata prima della confusione babelica a quelle generatesi dopo il disastro, fino a quelle moderne (e secondo Kircher "corruptae") parlate in epoca contemporanea. Il sottotitolo del libro è "Prodromus in Atlantem Polyglossum" (traducibile come "Prodromi all'Atlante multilingue"), in riferimento ad un'opera di tal titolo, e che avrebbe probabilmente dovuto ampliare la discussione qui svolta, che Kircher tuttavia non scrisse mai (diversi altri riferimenti a questo testo si trovano nelle pagine seguenti).

#### Praelusio
Il libro è aperto da una praelusio che funge da introduzione, e nella quale si indagano le cause della diversità delle lingue umane; tali cause vengono in ultima analisi ascritte da Kircher all'opera di Dio, e alla sua giusta punizione per la tracotanza umana. Secondo Kircher, il rimedio alla divisione e incomunicabilità delle favelle è nello studio: cui rei Dominus remedium concessit, ut unus plures discat linguas, duce et magistrâ ratione, quam nova subinde gratia, inexhaustus fons omnium bonorum rigat ("alla qual cosa il Signore concesse un rimedio, che quanti più qualcuno impari le lingue, [seguendo] la ragione condottiera e maestra, tanto più con nuova grazia immediatamente sgorga la fonte perenne di ogni bene").

#### Sectio I

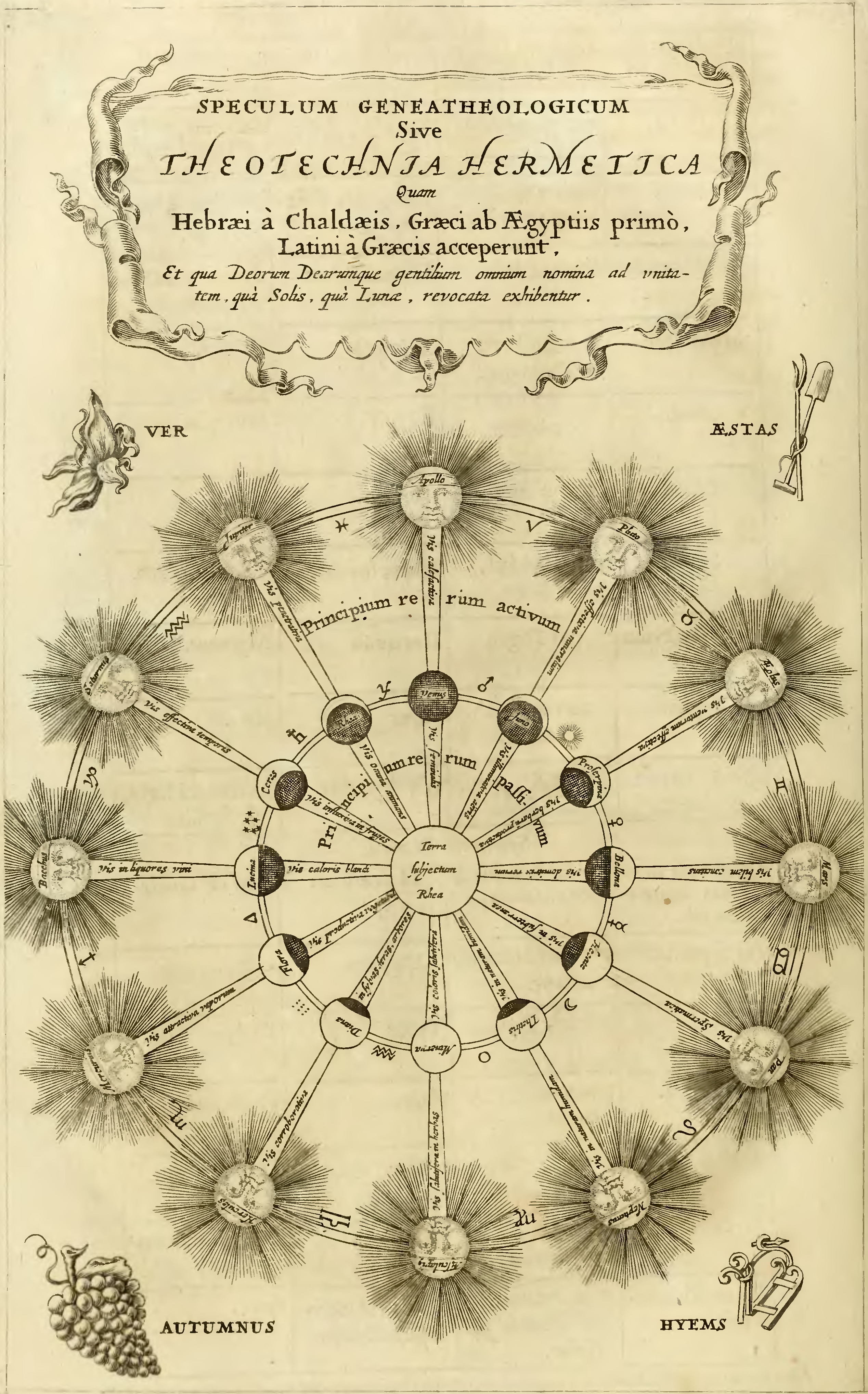
Theotechnia Hermetica: illustrazione tratta dal libro (sect. I cap. III) che vuole mostrare come i diversi Dei della mitologia greco-romana siano in realtà rappresentazione delle diverse proprietà del Sole (gli dei) e della Luna (le dee), in un esempio di quella che Kircher chiamava Idololatria.

La prima sezione si propone di studiare l'evoluzione (o inclinatione et corruptione, nelle parole di Kircher) e il declino (interitu) delle lingue. Nel primo capitolo si indagano i motivi dietro la mutazione delle lingue, fra i quali si identificano 1) il mescolamento di genti diverse attraverso scambi e commerci, che portano ad una commistione degli idiomi, 2) i mutamenti e stravolgimenti politici e 3) le catastrofi naturali o le calamità come le guerre, 4) l'introduzione di nuove lingue in luoghi diversi, tramite la conquista o l'imposizione di colonie, che causano ulteriore mutamento e infine 5) differenze o alterazioni naturali nella pronuncia, che infine portano alla differenziazione. Nello stesso capitolo si passano in rassegna tutti i diversi gruppi linguistici esistenti: i "cinque generi delle lingue universali" (Quintuplex linguarum universalium genus), ovvero la lingua Ebraica, Greca, Latina, Teutonica (ovvero Germanica) ed Illirica (ovvero Slava), dalle quali derivano tutte le altre lingue d'Europa, Asia ed Africa, "eccetto senz'altro gli idiomi barbarici" (exceptis omninò barbaris idiomatis). Tali "idiomi barbari" vengono rapidamente citati: le lingue dell'"India" (ovvero dell'estremo Oriente, fra cui quella Braminica, Tibetana, delle Filippine, ma anche il Cinese ed il Giapponese), quelle d'Africa (fra cui la lingua Congolese, Guineana, Angolana) e quelle Americane (Messicana, Peruviana, Brasiliana, Magellanica, Cilense e le lingue del settentrione). Nei capitoli successivi la discussione verterà però unicamente sulle lingue del Vicino Oriente e dell'Europa.
Il secondo capitolo spiega molto brevemente come la vera ragione della confusione babelica fu l'introduzione dell'"idolatria" e della deviazione dalla vera religione originaria (viene detto come tale tesi sia trattata più approfonditamente nell'opera Oedipus Aegyptiacus); il capitolo III illustra di conseguenza la nascita dei vari Dei delle religioni politeistiche, ideati dopo il crollo della Torre, e vengono messe in relazione tra loro le figure principali di alcune di queste religioni (ad es. Osiride con il Thammuz babilonese, lo Zeus greco e il Saturno/Giove romano; Iside con Astarte, Afrodite e Venere e così via).
Il capitolo IV narra dell'"imposizione dei nomi alle cose", fatta da Adamo secondo il racconto del Genesi, e di come il primo uomo, nella sua infinita saggezza, abbia scelto per ogni cosa il nome più appropriato (la discussione cita diversi rabbini e commentatori biblici, ma anche Platone). Successivamente (cap. V) si discute di quale fosse la lingua primigenia di Adamo e dei suoi discendenti, trasmessa direttamente da Dio, e si conclude fosse la lingua ebraica pura ed incorrotta. Si passa quindi (cap. VI) ad analizzare quale fosse la scrittura di tale lingua primigenia: si esaminano le differenze e somiglianze fra gli alfabeti ebraico, samaritano e siriaco e si ricostruisce un "duplice carattere mistico" (Character duplex mysticus) che dovrebbe corrispondere all'alfabeto ebraico primigenio (fra le fonti citate da Kircher nella sua analisi vi sono varie monete ebraiche antiche (vedi Siclo), ma anche gli scritti di Abramo di Balmes). L'origine della scrittura viene fatta comunque risalire ad Adamo (cap. VII), che la apprese tramite l'insegnamento di un angelo inviato da Dio.
Il capitolo VIII esamina approfonditamente la "perfezione" della lingua ebraica, e si esamina il senso profondo di alcune parole in tale lingua, principalmente nomi di animali (ad es. אריה, "leone", כלב, "cane" etc.): tramite le permutazioni della cabala, si mostra come essi esprimano la profonda essenza degli esseri cui sono riferiti. Il cap. IX esamina invece le lettere copte, fatte risalire a dei "caratteri mistici" di tipo geroglifico, per ciascuno dei quali si esamina il significato ermetico (tale significato è ricondotto per l'appunto ad Ermete Trismegisto) e la sua corrispondenza con i caratteri copti successivi e con quelli greci. Segue infine (cap. X) una trattazione della lingua fenicia, che Kircher crede essere la stessa cosa del samaritano antico; essa viene messa in relazione con il greco ionico, di cui viene riportata anche un'iscrizione osservata da Kircher negli Orti Farnesiani, e da lui ritenuta essere appunto in caratteri ionici.

#### Sectio II

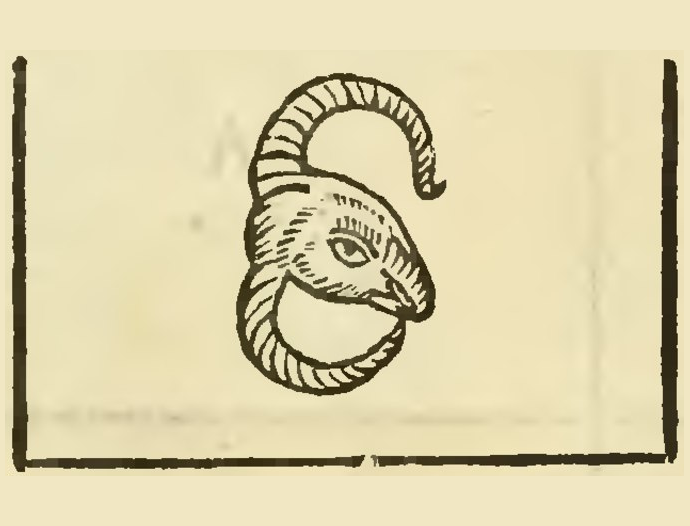
Un Character Zoographus, una scrittura geroglifica che Kircher riteneva essere antesignana delle lettere greche e copte; nella fattispecie quella mostrata è detta corrispondere alla lettera greca beta, Β, β.

La seconda sezione tratta delle "lingue primigenie" (de linguis primigeniis), nate nel caos babelico e tuttora in uso. Tali lingue sono: Ebraica (cap. I), Caldea (cap. II), Samaritana ovvero Fenicia (cap. III), Siriaca (cap. IV), Araba (cap. V), Etiope (cap. VI), Persiana (cap. VII), Egiziana ovvero Copta (cap. VIII), ed infine Armena (cap. IX).

#### Sectio III
La terza sezione è dedicata alle "lingue primigenie d'Europa" (de linguis Europae primigeniis'), da cui si sono sviluppate le moderne lingue volgari (dialecti nelle parole di Kircher). 

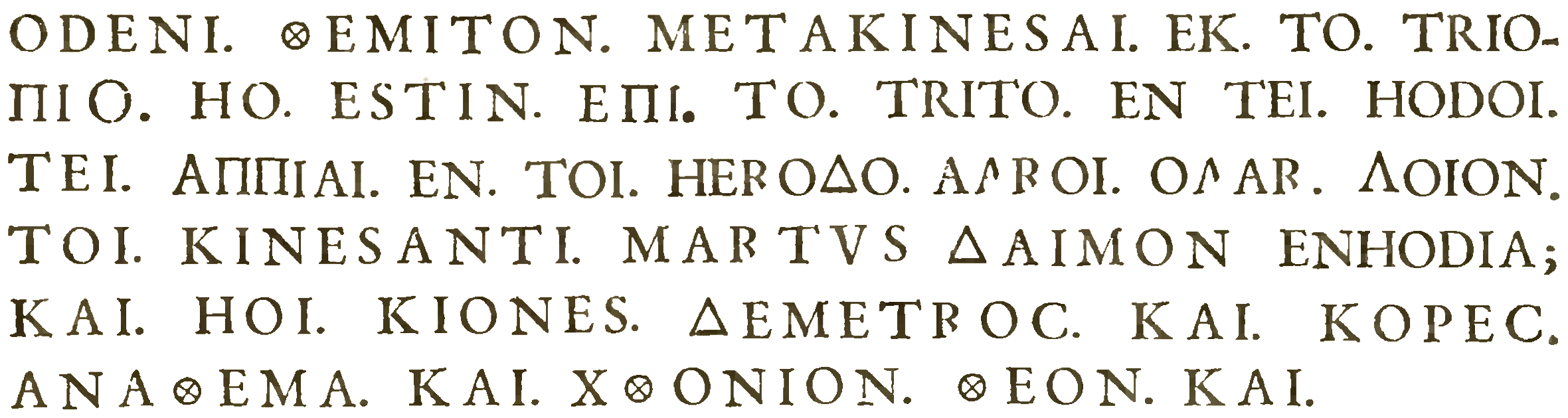
Copia di un'iscrizione che Kircher afferma di aver visto negli Orti Farnesiani, e secondo il gesuita esempio di scrittura greca ionica.

Il primo capitolo tratta delle origini della lingua greca, ricondotta al biblico discendente di Noè Phaleg (da cui Kircher trae l'etimologia della parola "Pelasgi"); il cap. II esamina invece la "dignità ed eccellenza" di tale lingua, ricordandone i grandi interpreti (inclusi quelli mitici, come Orfeo e Museo). Il capitolo successivo (nella prima edizione del testo, per un errore di numerazione indicato sempre come II) si affrontano invece le origini, lo sviluppo, la decadenza e restaurazione della lingua latina, la cui nascita è ricondotta, secondo i miti, a Nicostrata e ad Evandro. Il cap. III affronta invece le "varie vicissitudini" del latino: partendo da un'iscrizione in latino arcaico (o almeno, in quello che il gesuita riteneva essere latino arcaico) vista da Kircher al Campidoglio si giunge a menzionare i grandi autori del periodo classico (Catullo, Cicerone, Virgilio etc.), ed infine si descrive brevemente la "corruzione" del latino nelle lingue volgari, attraverso le commistioni con le lingue degli invasori "barbarici".
Kircher passa poi alle lingue germaniche: il cap. IV affronta le origini del popolo e della lingua, fatte risalire ai discendenti di Noè Ashkenaz (da cui viene fatta derivare la parola "Askenazi") e Tuiscon (da cui "Teutoni"). Lo stesso capitolo illustra poi l'importanza della lingua germanica "Imperiale", ovvero il tedesco, e la sua "corruzione" (evoluzione) nelle lingue figlie, fra le quali sono citate la lingua batavica (olandese), inglese, scozzese, belga, polacca, e le lingue settentrionali. Queste ultime sono oggetto del successivo cap. V, che illustra la descrizione delle regioni della Scandia: Norvegia, Svezia, Finlandia, Lapponia etc. e delle lingue ivi parlate (Kircher cita fra le sue fonti per tali argomenti Olao Magno e Francesco Negri). Il cap. VI infine descrive brevemente la lingua Illyrica, Dalmatica, Slavonica (ovvero grosso modo il gruppo linguistico slavo), chiudendo la rassegna. Lo stesso capitolo include una Tabula Chronologica che pone appunto in ordine cronologico i principali avvenimenti della storia mondiale, e la nascita delle principali lingue fin qui trattate (partendo appunto dal diluvio universale, che Kircher pone dall'anno 1656 dall'inizio del mondo, secondo la cronologia biblica, il primo sviluppo della lingua greca viene collocato nell'anno 2373, la fondazione di Troia nel 2600 e la sua distruzione nel 2800, la nascita di Omero nel 2960 e così via).
Il VII e ultimo capitolo della sezione e dell'intera opera indaga la domanda se sia possibile ricostruire le radici comuni di tutte le lingue, per produrre una "lingua universale" (Utrum radices linguarum reperiri queant ad universalem quandam linguam constituendam). A malincuore, Kircher è costretto a dare risposta negativa a tale domanda: troppi stravolgimenti, mutamenti e commistioni sono avvenuti tra i popoli e le lingue affinché tale ricerca possa essere compiuta (ob tot imperiorum mutationes, tot populorum diversorum commixtionem, inter tot denique rerum humanarum vicissitudines et corruptelas expositæ fuerunt, ut proinde minimè fieri posse existimem, aut fundamentum omnibus linguis commune reperiri posse, credam). In fine di capitolo il gesuita offre però, in alternativa ad una lingua universalis, una polygraphia universalis, ovvero una sorta di codice crittografico comune che possa facilitare le comunicazione in forma scritta fra i popoli (tale polygraphia è oggetto di una precedente opera di Kircher, intitolata appunto Polygraphia nova et universalis ex combinatoria arte directa, data alle stampe nel 1663). Chiude il libro una breve Conclusio, in cui si rimanda per ulteriori discussioni all'Atlantis polyglossus, opera prevista ma mai scritta da Kircher, ed una dedica a "Dio e alla Madre vergine" (Laus Deo Virginique Matri).

## Illustrazioni

Illustrazione della Torre di Babele tratta dal libro, opera di Coenraet Decker basata su un precedente lavoro di Lieven Cruyl.

Come per molte altre opere del gesuita, il testo era accompagnato da ricche illustrazioni. Il frontespizio è opera dell'incisore Gérard de Lairesse: ritrae la costruzione della Torre, sotto la supervisione del suo artefice Nimrod (ritratto in armatura da guerra, per simboleggiarne la natura tirannica e conquistatrice); domina però la scena l'occhio di Dio, pronto a punire gli uomini per la loro scelleratezza.
Altre illustrazioni furono realizzate da Coenraet Decker; fra queste la più celebre è la raffigurazione della Torre stessa, basata su un precedente lavoro di Lievin Cruyl.